# Sun Kuang
En aquest nom xinès, el cognom és Sun.
Sun Kuang, nom estilitzat Jizuo (季佐), va ser el quart fill del senyor de la guerra Sun Jian durant el període de la tardana Dinastia Han Oriental de la història xinesa. Després de la mort del seu pare, ell fugí a Jiangnan amb el seu germà major, Sun Ce, al qual se li va donar la successió com Marquès de Wucheng (烏程侯), però en el seu lloc va optar per donar-li la posició a Kuang per tal de promoure les seves ambicions militars pròpies.
Per tal de consolidar una aliança amb Sun Ce, llavors una potència emergent en el sud i un dels senyors de la guerra més poderosos de la dinastia Han, Cao Cao va proposar matrimonis entre els clans Sun i Cao. Sun Kuang es va casar amb la filla del general de Cao Cao, Cao Ren, mentre que la filla del cosí major de Sun Ce, Sun Ben, va ser promesa al fill de Cao Cao, Cao Zhang. Sun Kuang va tenir un paper en la política d'aquesta època tumultuosa, tot i que no en tenia importants èxits militars o nomenaments al seu nom.
Segons la biografia de Sun Kuang als Registres dels Tres Regnes de Chen Shou, ell no va ser provat militarment i va morir molt jove, tot i que va viure prou per ser pare d'un fill, Sun Tai, que al seu torn va ser pare de Sun Xiu (孫秀). Sun Tai va ser impactat per una fletxa durant el setge de Hefei de Sun Quan en el 234. Sun Xiu va defendre Xiakou contra els exèrcits invasors de la Dinastia Jin durant la Conquesta de Wu per Jin, però finalment va fer defecció cap a la dinastia Jin, la qual va servir fins a la seva mort.
Val la pena assenyalar que existeixen inconsistències en les històries oficials de l'època respecte a un incident pertanyents al mig germà jove de Kuang, Sun Lang. Jiangbiao Zhuan (江表傳) suggereix que, mentre Kuang defenia Dongkou de Cao Xiu, ell accidentalment va cremar el seu campament, podent haver portat la destrucció sobre Wu si els capaços generals Lü Fan i Xu Sheng no haguessen estat allí per solucionar la seva ficada de rem. Això no obstant, com Pei Songzhi argumenta en les seves anotacions dels Registres dels Tres Regnes, Sun Kuang va morir alguns anys abans de l'incident i en fou Sun Lang qui va cometre l'espifiada.

## Família
- Pare: Sun Jian
- Mare: la Dama Wu

- Germans:
  - Sun Ce, germà major
  - Sun Quan, germà major
  - Sun Yi, germà major
  - Sun Lang, mig germà menor
  - La Dama Sun, germana

- Fill: Sun Tai (孫泰)